# Junior Eurovision Song Contest 2014
Junior Eurovision Song Contest 2014 byl 12. ročník soutěže pro děti a dorost do 15 let. Soutěž se konala 15. listopadu na Maltě, která vyhrála minulý ročník s Gaiou Cauchi. V tomto roce se účastnilo 16 zemí což je nejvyšší počet účastníku od roku 2005. Premiéru v soutěži měly hned 3 země Itálie, Slovinsko a Černá Hora. Po 3 letech se vrátilo Bulharsko, po 5 Srbsko po 6 Kypr a po 8 také Chorvatsko. O účast mělo také zájem Portugalsko a Řecko, ale obě země stály účast. O debut se zajímaly také Česko, Irsko, Maďarsko a Německo ale neměly úspěch.

## Výsledky
| Pořadí | Země       | Jazyk                     | Interpret              | Píseň                                                 | Překlad                 | Místo | Body |
| ------ | ---------- | ------------------------- | ---------------------- | ----------------------------------------------------- | ----------------------- | ----- | ---- |
| 1      | Bělorusko  | Běloruština               | Naděžda Misjakova      | "Sokal" (Сокал)                                       | Sokol                   | 7     | 71   |
| 2      | Bulharsko  | Bulharština               | Krisia, Hasan & Ibraim | "Planet of Children"                                  | Dětská planeta          | 2     | 147  |
| 3      | San Marino | Italština, Angličtina     | The Peppermints        | "Breaking My Heart"                                   | Lámeš mi srdce          | 15    | 21   |
| 4      | Chorvatsko | Chorvatština, Angličtina  | Josie                  | "Game Over"                                           | Konec hry               | 16    | 13   |
| 5      | Kypr       | Řečtina, Angličtina       | Sophia Patsalides      | "I pio omorfi mera" (Η πιο όμορφη μέρα)               | Nejhezčí den            | 9     | 69   |
| 6      | Gruzie     | Gruzínština, Angličtina   | Lizi Pop               | "Happy Day"                                           | Šťastný den             | 11    | 54   |
| 7      | Švédsko    | Švédština, Angličtina     | Julia Kedhammar        | "Du är inte ensam"                                    | Nejsi sám               | 13    | 28   |
| 8      | Ukrajina   | Ukrajinština, Angličtina  | Sympho-nick            | "Spring Will Come"                                    | Jaro přijde             | 6     | 74   |
| 9      | Slovinsko  | Slovinština, Angličtina   | Ula Ložar              | "Nisi Sam (Your Light)"                               | Nejsi sám (Tvoje světlo | 12    | 29   |
| 10     | Černá Hora | Černohorština, Angličtina | Maša & Lejla           | "Budi dijete na jedan dan" (Буди дијете на један дан) | Buď dítě na jeden den   | 14    | 24   |
| 11     | Itálie     | Italština, Angličtina     | Vincenzo Cantiello     | "Tu primo grande amore"                               | Ty, první velká láska   | 1     | 159  |
| 12     | Arménie    | Arménština, Angličtina    | Betty                  | "People of Sun"                                       | Lidé slunce             | 3     | 146  |
| 13     | Rusko      | Ruština, Angličtina       | Alisa Kožikina         | "Dreamer"                                             | Snílek                  | 5     | 96   |
| 14     | Srbsko     | Srbština                  | Emilija Đonin          | "Svet u mojim očima" (Свет у мојим очима)             | Svět v mých očích       | 10    | 61   |
| 15     | Malta      | Angličtina                | Frederica Falzon       | "Diamonds"                                            | Diamanty                | 4     | 116  |
| 16     | Nizozemsko | Nizozemština, Angličtina  | Julia                  | "Around"                                              | Dokola                  | 8     | 70   |

## Hlasování
|             |                                               | Results   |           |            |            |      |        |         |          |           |            |        |         |       |        |       |            |    |    |
| Total       | Kids Jury                                     | Bělorusko | Bulharsko | San Marino | Chorvatsko | Kypr | Gruzie | Švédsko | Ukrajina | Slovinsko | Černá Hora | Itálie | Arménie | Rusko | Srbsko | Malta | Nizozemsko |    |    |
| Contestants | Bělorusko                                     | 71        | 8         |            | 1          | 3    | 2      | 1       | 6        | 5         | 6          | 2      |         | 1     | 3      | 8     |            | 6  | 7  |
| Contestants | Bulharsko                                     | 147       | 4         | 7          |            |      | 12     | 12      | 8        | 10        | 8          | 10     | 8       | 10    | 7      | 7     | 12         | 8  | 12 |
| Contestants | San Marino                                    | 21        |           |            |            |      |        |         |          |           |            |        |         | 8     |        |       |            | 1  |    |
| Contestants | Chorvatsko                                    | 13        |           |            |            | 1    |        |         |          |           |            |        |         |       |        |       |            |    |    |
| Contestants | Kypr                                          | 69        | 6         | 3          | 8          | 8    |        |         | 4        | 6         |            | 4      | 4       | 5     |        | 3     |            |    | 6  |
| Contestants | Gruzie                                        | 54        | 1         | 4          | 2          | 2    | 1      | 3       |          |           | 2          |        |         |       | 12     | 5     | 1          | 7  | 2  |
| Contestants | Švédsko                                       | 28        |           |            |            |      |        | 2       | 1        |           | 3          |        |         | 4     | 1      |       |            |    | 5  |
| Contestants | Ukrajina                                      | 74        |           | 6          | 4          |      | 7      | 4       | 7        |           |            | 1      | 10      | 3     | 4      | 4     | 5          | 4  | 3  |
| Contestants | Slovinsko                                     | 29        |           | 1          |            |      | 3      |         |          | 2         |            |        | 3       |       | 2      |       | 2          |    | 4  |
| Contestants | Černá Hora                                    | 24        |           |            |            |      |        |         |          |           |            | 3      |         |       |        |       | 4          | 5  |    |
| Contestants | Itálie                                        | 159       | 12        | 2          | 10         | 12   | 10     | 10      | 10       | 7         | 10         | 12     | 12      |       | 8      | 6     | 8          | 10 | 8  |
| Contestants | Arménie                                       | 146       | 7         | 12         | 12         | 7    | 6      | 6       | 12       | 8         | 12         | 8      | 2       | 2     |        | 12    | 6          | 12 | 10 |
| Contestants | Rusko                                         | 96        | 5         | 10         | 7          | 5    | 5      | 8       | 3        | 1         | 5          | 7      | 5       |       | 10     |       | 10         | 3  |    |
| Contestants | Srbsko                                        | 61        | 3         |            | 6          | 6    | 8      |         |          | 3         | 4          | 5      | 7       | 6     |        | 1     |            |    |    |
| Contestants | Malta                                         | 116       | 10        | 8          | 5          | 10   |        | 7       | 5        | 4         | 7          | 6      | 6       | 12    | 6      | 10    | 7          |    | 1  |
| Contestants | Nizozemsko                                    | 70        | 2         | 5          | 3          | 4    | 4      | 5       | 2        | 12        | 1          |        | 1       | 7     | 5      | 2     | 3          | 2  |    |
| Contestants | All countries automatically receive 12 points |           |           |            |            |      |        |         |          |           |            |        |         |       |        |       |            |    |    |

## Mluvčí v hlasování
| 1 | Dětská Porota - Gaia Cauchi (vítězka JESC 2013)       | 10 | Slovinsko - Gal Fajon                               |
| 2 | Bělorusko - Katerina Taperkina                        | 11 | Černá Hora - Aleksandra                             |
| 3 | Bulharsko - Ina Angelova                              | 12 | Itálie - Geordie                                    |
| 4 | San Marino - Clara                                    | 13 | Arménie - Monica Avanesyan (účastnice JESC 2013)    |
| 5 | Chorvatsko - Sarah                                    | 14 | Rusko - Mariya Kareeva                              |
| 6 | Kypr - Paris Nicolaou                                 | 15 | Srbsko - Tamara Vasović                             |
| 7 | Gruzie - Mariam Khunjgurua                            | 16 | Malta - Julian Pulis                                |
| 8 | Švédsko - Elias Elffors Elfström (účastník JESC 2013) | 17 | Nizozemsko - Mylène & Rosanne (účastnice JESC 2013) |
| 9 | Ukrajina - Sofia Tarasova (účastnice JESC 2013)       |    |                                                     |

## Komentátoři
| Země       | Komentátor                         | Stanice         | Země           | Komentátor                        | Stanice                                      |
| ---------- | ---------------------------------- | --------------- | -------------- | --------------------------------- | -------------------------------------------- |
| Anglie*    | Ewan Spence                        | 103 The Eye     | Nový Zéland*   | Ewan Spence                       | World FM                                     |
| Argentina* | Victor Barrera                     | Radio WU        | Rusko          | Olga Shelest & Alexander Gurevich | Karuseľ                                      |
| Arménie    | Avet Barseghyan                    | Armenia 1       | San Marino     | Lia Fiorio & Gilberto Fattei      | SMRTV                                        |
| Austrálie* | Georgia McCarthy & Andre Nookadu   | SBS2            | Singapur*      | Ewan Spence                       | 247 Music Radio                              |
| Bělorusko  | Anatolij Lipeckij                  | BTRC            | Skotsko*       | Ewan Spence                       | K107 FM, Radio Six International,Shore Radio |
| Bulharsko  | Georgy Kušvalijev & Elena Rosberg  | BNT             | Slovinsko      | Bernarda Žarn                     | RTVSLO                                       |
| Černá Hora | Dražen Bauković & Tamara Ivanković | TVCG 2          | Spojené státy* | Ewan Spence                       | KCGW,WXDR                                    |
| Chorvatsko | Ivan Planinić & Aljoša Šerić       | HRT 2           | Srbsko         | Silvana Grujić                    | RTS 2                                        |
| Irsko*     | Ewan Spence                        | 92.5 Phoneix PM | Švédsko        | Edward af Sillén & Ylva Hällen    | SVT Barnkanalen                              |
| Itálie     | Simone Lijoi & Antonella Clerici   | Rai Gulp        | Ukrajina       | Timur Mirošničenko                | NTU                                          |
| Kypr       | Kyriakos Pastides                  | CyBC 2          | Wales          | Ewan Spence                       | Oystermouth Radio                            |
| Nizozemsko | Jan Smit                           | NPO 3           |                |                                   |                                              |

- Státy označené hvězdičkou se neúčastnili v soutěži
- V  Gruzínské GPB a  Maltské PBS se soutěž nekomentovala